# 伊拉姆人民革命解放陣線
伊拉姆人民革命解放陣線是一个斯里兰卡政党。它最初是一个武装泰米尔分裂组织，活跃于1983年到1991年。其军队势力随后归于其对手泰米尔伊拉姆猛虎解放组织。如今普遍相信其骨干成员并无积极参与军事行动。
然而该党的一些前骨干成员组成的Razeek Group，作为辅助军队组织和斯里兰卡军队协作，在Batticaloa地区与泰米尔伊拉姆猛虎解放组织抗衡。Razeek Group也被指控谋杀平民、绑架当地商人，以赎金资助斯里兰卡军队行动。
2004年4月2日最后一次立法会选举中，该政党作为泰米尔全国联盟的成员参选，该联盟赢得了6.9%的选票，和225议席中的22席。